# Karacaören, Yenipazar
Karacaören là một xã thuộc huyện Yenipazar, tỉnh Aydın, Thổ Nhĩ Kỳ. Dân số thời điểm năm 2010 là 679 người.